# Dietrich Otto von Korff gt. Schmising zu Tatenhausen
Dietrich Otto von Korff gt. Schmising zu Tatenhausen (* 1. August 1651; † 27. August 1727 in Münster) war Geheimrat im Hochstift Münster.

## Leben

### Herkunft und Familie
Dietrich Otto wuchs als Sohn des Kaspar Heinrich von Korff gen. Schmising (1616–1690, Amtsdroste in Iburg) und seiner Gemahlin Anna Margaretha von Neuhof zu Horstmar zusammen mit seiner Schwester Sybille Wilhelmina (⚭ Rembert Jobst von Kerssenbrock zu Brinke) und seinen Brüdern Friedrich Matthias (Amtsdroste in Cloppenburg), Ferdinand (* 1666, Ritter des Malteserordens) und Heinrich (Domherr und Deputierter der Landespfennigkammer) in der uralten westfälischen Adelsfamilie von Korff auf.

### Werdegang und Wirken
Nach Studien an den Universitäten in Aschaffenburg, Osnabrück, Paderborn und Hildesheim immatrikulierte er am 28. Oktober 1668 am Collegium Germanicum et Hungaricum et Urbe in Rom und erhielt durch päpstliche Bestimmung im Jahre 1669 eine Dompräbende in Münster und 1674 in Hildesheim. Am 8. Oktober 1700 wurde er weltlicher Hofrichter, münsterscher Vizedominus und im Jahr darauf Wirklicher Landrat. Er war Wirklicher Geheimer Rat und Kriegsrat und im Jahre 1722 Geheimer Rat in Hildesheim. Dietrich Otto war Archidiakon in Elze. Er verzichtete 1726 auf seine münsterschen Präbenden zugunsten des Friedrich Christian von Fürstenberg, der als Platzhalter für seine Familie galt.

## Sonstiges
Dietrich Otto war zeitweise auch Vertreter des Cloppenburger Amtsdrosten Carl Otmar von Grothaus.